# Arminia (Studentenverbindung)
Arminia ist der Name folgender  Studenten- und Schülerverbindungen:
- ATV Arminia zu Tübingen
- Berliner Burschenschaft Arminia
- Burschenschaft Arminia Breslau → Alte Breslauer Burschenschaft der Raczeks
- Burschenschaft Arminia auf dem Burgkeller
- KÖStV Arminia Hollabrunn
- KÖStV Arminia Mattersburg
- KÖMV Arminia Klosterneuburg
- Burschenschaft Arminia IV zu Königsberg (1905–1927) im  Allgemeinen Deutschen Burschenbund
- Burschenschaft Arminia zu Leipzig
- Burschenschaft Arminia Marburg
- Burschenschaft Arminia Tübingen → Burschenschaft Germania Tübingen
- Münchener Burschenschaft Arminia-Rhenania
- Frankfurt-Leipziger Burschenschaft Arminia
- Hannoversche Burschenschaft Arminia
- Straßburger Burschenschaft Arminia zu Tübingen
- Corps Arminia München
- KDStV Arminia Freiburg im Breisgau
- KDStV Arminia Heidelberg
- KStV Arminia Bonn
- Pennale Burschenschaft Arminia zu Krems an der Donau
- Pennale Verbindung Arminia zu Offenburg
- Pennale Burschenschaft Arminia zu Villach
- Burschenschaft Arminia Würzburg
- Turnerschaft Arminia zu Wismar, siehe Liste der Studentenverbindungen in Wismar
- Akademisch-Musische Vereinigung Arminia Braunschweig im SV, siehe Liste der Studentenverbindungen in Braunschweig